# За холмами
«За холмами» (рум. După dealuri) — румынский художественный фильм 2012 года, снятый режиссёром Кристианом Мунджиу. Фильм получил на 65-м Каннском кинофестивале награды в категориях «Лучший сценарий» и «Лучшая актриса» (Космина Стратан, Кристина Флутур).

## Сюжет
Душераздирающая, основанная на реальных событиях, история, рассказывающая о неоднозначном и трагическом случае  в православном монастыре в Румынии. Когда-то вместе выросшие в приюте две девушки, Алина и Войкица, были очень близки, но потом судьба разлучила их. Теперь Алина возвращается в Румынию, чтобы забрать свою подругу к себе в Германию, но Войкица теперь служит Господу, а Бог — серьёзный соперник в сердечных делах.

## В ролях
| Актёр              | Роль                |
| ------------------ | ------------------- |
| Космина Стратан    | Войкица             |
| Кристина Флутур    | Алина               |
| Валериу Андрюцэ    | священник           |
| Дана Тапалагэ      | мать-настоятельница |
| Кэтэлина Харабажиу | Антония             |
| Жина Цандурэ       | монахиня Иустина    |
| Вика Агаке         | монахиня Елизавета  |
| Нора Ковали        | монахиня Пахомия    |
| Дионисие Витку     | Валерика            |

## Награды и номинации
- 2012 — два приза 65-го Каннского кинофестиваля: лучший сценарий (Кристиан Мунджиу), лучшая актриса (Космина Стратан, Кристина Флутур).
- 2012 — приз за лучший фильм на кинофестивале в Мар-дель-Плата.
- 2012 — участие в конкурсной программе Чикагского кинофестиваля.
- 2012 — номинация на премию Европейской киноакадемии за лучший сценарий (Кристиан Мунджиу).
- 2012 — номинация на премию «Спутник» за лучший международный фильм.
- 2012 — приз зрительских симпатий на кинофестивале в Салониках.
- 2012 — номинация на приз за лучший арт-фильм на кинофестивале в Гамбурге.